# Kuremaa
Kuremaa is een plaats in de gemeente Jõgeva, in de provincie Jõgevamaa in Estland. Het heeft de status van groter dorp of vlek (Estisch: alevik) en ligt aan het Kuremaameer (397 ha).

## Geschiedenis
De oudst bekende vernoeming van Kuremaa stamt uit 1582, toen ernaar werd gerefereerd als Korymek. Andere namen die werden gebruikt zijn Kurremois, Jensel en Jenselhof.

## Bevolking
In 2021 had Kuremaa 273 inwoners.